# Ban-thiền Lạt-ma

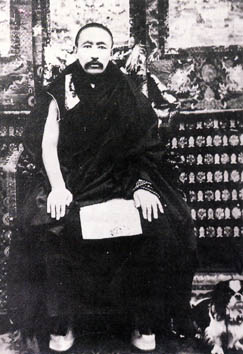
Ban-thiền Lạt-ma thứ 9 (1883–1937)

Ban-thiền Lạt-ma (zh. 班禪喇嘛, bo. panchen blama པན་ཆེན་བླ་མ་, sa. paṇḍitaguru), là danh hiệu Đạt-lại Lạt-ma thứ 5 tặng cho thầy mình là vị trụ trì chùa Trát-thập Luân-bố (zh. 札什倫布寺, bo. bkra shis lhun po བཀྲ་ཤིས་ལྷུན་པོ་) trong thế kỉ 17. Vì Đạt-lại Lạt-ma được xem là hóa thân của Quán Thế Âm nên lúc đó Ban-thiền Lạt-ma được gọi là hóa thân của Phật A-di-đà. Như dòng Đạt-lại, dòng Ban-thiền cũng được xem là một dòng tái sinh (Châu-cô, bo. tulku སྤྲུལ་སྐུ་) nhưng Ban-thiền Lạt-ma không có trách nhiệm lãnh đạo chính trị. Đến thế kỉ 20, Ban-thiền Lạt-ma mới nhận một số nhiệm vụ này.
Ban-thiền Lạt-ma giữ chức cao thứ hai trong trường phái Cách-lỗ sau Đạt-lại Lạt-ma. Dòng tái sinh Ban-thiền Lạt-ma giữ nhiệm vụ đi tìm hóa thân mới của Đạt-lại Lạt-ma và ngược lại. Việc đi tìm hóa thân của Ban-thiền Lạt-ma, hay nói chung là việc tìm bất cứ hóa thân nào, luôn luôn là một nghi lễ tôn giáo và Đạt-lại Lạt-ma là người lựa chọn quyết định. Nghi thức này đã có truyền thống từ Đạt-lại Lạt-ma thứ 5 là La-bốc-tạng Gia-mục-thố (1617-1682) gọi thầy mình là La-tang Khúc-kết (zh. 羅桑曲結, bo. lobsang choekyi gyaltsen བློ་བཟང་ཆོས་ཀྱི་རྒྱལ་མཚན་) là Ban-thiền, nghĩa là một "Đại học giả". Với việc phong hiệu này, ba vị Ban-thiền Lạt-ma tiền thân của vị này cũng được phong danh Ban-thiền. Đạt-lại Lạt-ma thứ 5 cũng xác nhận hóa thân của Ban-thiền Lạt-ma thứ 5. Đạt-lại Lạt-ma thứ 7 xác nhận Ban-thiền Lạt-ma thứ 6, người lại xác nhận Đạt-lại Lạt-ma thứ thứ 8. Cũng như thế, Đạt-lại Lạt-ma thứ 8 xác nhận vị Ban-thiền thứ 7.
Ban-thiền Lạt-ma thứ 10 Khước-cát Kiên-tán (zh. 却吉堅贊, bo. lobsang trinley choekyi gyaltsen (choekyi gyaltse)) giữ một vai trò chính trị quan trọng khi theo Đạt-lại Lạt-ma thứ 14 lưu vong tại Ấn Độ năm 1959. Ông bị bắt giam năm 1968, được thả ra 1977 nhưng bị quản thúc ở Bắc Kinh cho đến 1982. Năm 1983, ông cưới một cô người Hoa và có một đứa con gái, một thái độ nhìn chung rất lạ cho một vị tăng dòng Cách-lỗ. Năm 1989, Ban-thiền Lạt-ma chết bất thình lình tại Shigatse, thọ 52 tuổi.
Đạt-lại Lạt-ma thứ 14, Đăng-châu Gia-mục-thố (bo. tenzin gyatso བརྟན་འཛིན་རྒྱ་མཚོ་) xác nhận Gedhun Choekyi Nyima (bo. Dge-'dun Chos-kyi Nyi-ma) là Ban-thiền Lạt-ma thứ 11 vào ngày 14 tháng 5 năm 1995, nhưng sau đó cậu này bị mất tích và không lâu sau đó, chính quyền Trung Quốc xác nhận một cậu bé khác là Gyancain Norbu (bo. rgyal-mtshan nor-bu) là Ban-thiền thứ 11 và cậu bé trước đây bị bắt giam vì "an toàn cá nhân" và đến giờ người ta không rõ tung tích.
Danh sách 11 vị Ban-thiền Lạt-ma:
1. Khắc-chủ-kiệt (zh. 克主杰, bo. khedup gelek pelsang, khedrup gelek pal sangpo), 1385-1438
2. Sách-nam Khúc-lãng (zh. 索南曲朗, bo. sonam choklang), 1439-1504
3. La-tang Đôn-châu (zh. 羅桑敦珠, bo. wensa lobsang dhondup), 1505-1564
4. La-tang Khúc-kết (zh. 羅桑曲結, bo. lobsang choekyi gyaltsen (lobsang choegyal)), 1570-1662
5. La-tang Ích-hỉ (zh. 羅桑益喜, bo. lobsang yeshi (lobsang yeshe)), 1663-1737
6. Ba-đan Ích-tây (zh. 巴丹益西, bo. palden yeshi (palden yeshe)), 1738-1780
7. Đan-bạch Ni-mã (zh. 丹白尼馬, bo. lobzang tenpai nyima (tenpe nyima), 1781/1782-1854
8. Đan-bạch Vượng-tu (zh. 丹白旺修, bo. tenpe wangchuk), 1855-1882
9. Khúc-cát Ni-mã (zh. 曲吉尼馬, bo. erdeni choekyi nyima, 1883-1937
10. Khước-cát Kiên-tán (zh. 却吉堅贊, bo. lobsang trinley choekyi gyaltsen (choekyi gyaltse)), 1938-1989.
11. Gedhun Choekyi Nyima (1989-) được Đạt-lại Lạt-ma 14 đề cử, bị mất tích từ ngày 17 tháng 5 năm 1995, và tình nghi là bị chính phủ Trung Quốc quản thúc.[1][2] Trường hợp Gyancain Norbu (1990-) được chính quyền Trung Quốc đề cử, vẫn còn bị tranh luận, và không được đa số người cộng đồng Tây Tạng chấp nhận.[3].